# گل یا پوچ
گل یا پوچ (یا پُر تا پیک) یک بازی ایرانی دسته جمعی است که معمولاً شش نفره نیز انجام می‌شود. دراین بازی یک شی گرد کوچک مانند نخود، کاغذ، سنگ ریزه یا هر چیز کوچک مشابه را داخل یکی از دستان قرار داده به طوری که افراد دیگر آن را نبینند، سپس افراد مقابل باید به اصطلاح گل را پیدا کنند.

## روش بازی
افراد به دو گروه مساوی تقسیم می‌شوند. دو سرگروه شرایط بازی را از قبیل حد نصاب امتیاز و تعداد امتیازات، امتیاز درست حدس زدن و گرفتن گل را، مطرح می‌کنند. (به‌طور مثال درست حدس زدن و گرفتن گل ۲ امتیاز و حد نصاب برنده‌شدن هم ۲۱ باشد) برای شروع یکی از سرگروه‌ها دکمه یا ساچمه‌ای کوچک که در بازی (گل) نامیده می‌شود را برداشته و به سرگروه دیگر پیشنهاد می‌کند که گل را در مقابل چند امتیاز می‌خواهی (یعنی گل را می‌فروشد). بنا بر معامله دو سرگروه در نهایت یکی از گروه‌ها، در شروع بازی چند امتیاز دارد و گروه دیگر گل را دارد و می‌تواند با آن امتیاز بگیرد. سرگروه صاحب گل، ابتدا باید گل را به گروه مقابل نشان دهد و سپس آن را به‌طور پنهانی به یکی از دست‌ها می‌سپارد، سپس همه مشت گره کردهٔ خود را در مقابل دید گروه مقابل قرار می‌دهند. نفرات گروه دوم با کنجکاوی و دقت و هوشیاری از حرکت دست سرگروه و نفرات، نگاه‌ها و حالت چهره‌ها حدس می‌زنند و به سرگروه می‌گویند، سرگروه بنا بر حدس خود و یاران، دست‌های مشکوک را کنار گذاشته و بقیه را یکی یکی با گفتن واژه (پوچ یا خالی) کنار می‌گذارد و به این ترتیب به گل نزدیک تر می‌شوند، چنانچه درست حدس زده و گل را پیدا کنند به همراه کسب امتیاز صاحب گل شده و در دور بعدی، آنها گل را مخفی خواهندکرد و چنانچه نتوانند، باز گروه مقابل با کسب امتیاز گل را پیش خود نگه‌داشته و میان دست‌ها پخش خواهند کرد.
در ابتدای بازی اگر حدس قوی باشد که به یقین مبدل می‌شود، سرگروه می‌تواند با یکسره گرفتن گل ۵ امتیاز بگیرد. (بنا به قردادی که دارند)
در خاتمه برنده بازی، گروهی است که تعداد امتیازاتش زودتر به ۲۱ برسد.

## جنبه‌های پرورشی
در این بازی حس کنجکاوی بازیکنان تحریک شده و تمرینی برای افزایش دقت و هوشیاری برای بازیکنان مخصوصاً در کودکان می‌باشد.

## تعداد بازیکنان
در بازی گل یا پوچ تعداد بازیکنان محدودیتی ندارد، هرچند بیشتر به‌صورت دو نفره بازی می‌شود.

## ابزار لازم
یک شی گرد کوچک مانند نخود، کاغذ، سنگ ریزه یا یک دکمه کوچک. ترجیحاً شیئی که منحصر به فرد باشد تا زمینه تقلب کم شود، مانند: ساچمه، دکمه یا تیله‌ای خاص.

## محوطه بازی
گل یا پوچ از جمله بازی‌های خانگی می‌باشد و محدودیتی از نظر محوطهٔ بازی ندارد.